# Micropsectra robusta
Micropsectra robusta är en tvåvingeart som beskrevs av Elisabeth Stur och Torbjørn Ekrem 2006. Micropsectra robusta ingår i släktet Micropsectra och familjen fjädermyggor.
Artens utbredningsområde är Luxemburg. Inga underarter finns listade i Catalogue of Life.